# Мозель, Игнац Франц фон
Игна́ц Франц фон Мо́зель (нем. Ignaz Franz von Mosel ; 1 апреля 1772, Вена, — 8 апреля 1844, Вена) — австрийский композитор, дирижёр и музыкальный писатель.

## Биография
Сын служащего, Игнац Мозель рано обнаружил музыкальный талант, учился у разных педагогов, в том числе у Антонио Сальери. С 1788 года находился на государственной службе.
Получил признание как дирижёр, в 1812—1816 годах регулярно дирижировал концертами Общества любителей музыки (Gesellschaft der Musikfreunde) в Вене. Первый среди дирижёров использовал дирижёрскую палочку — в 1812 году.
Примерно с 1808 года как композитор, дирижёр и музыкальный писатель был одной из ключевых фигур музыкальной жизни Вены. В 1818 году получил дворянство.
Был близким другом Антонио Сальери в его поздние годы и после смерти стал его первым биографом («О жизни и творчестве Антона Сальери», 1827).
В 1820—1829 годах был вице-директором обоих придворных театров; с 1829 — директором придворной библиотеки.

## Творчество
Игнац фон Мозель является автором опер и музыки к драматическим спектаклям, хоровых сочинений и псалмов. Выступал как музыкальный и литературный критик, занимался переводами и обработкой литературных произведений.

### Оперы
- Die Feuerprobe (1812)
- Salem (1813, лирическая трагедия на либретто И. Ф. Кастелли)
- Cyrus und Astyages (1818, на либретто М. фон Коллина)
- Die Horatier (1843)

### Литературные сочинения
- Über das Leben und die Werke des Anton Salieri. Wallishausser: Wien, 1827
- Über die Originalpartitur des Requiems von Wolfgang Amadeus Mozart, Wien: A. Strauß's sel. Witwe 1839.